# Атемостли
Атемостли (аст. Atemoztli, в переводе: «Нисхождение вод») — шестнадцатый двадцатидневный месяц («вейнтена») ацтекского календаря шиупоуалли, длившийся примерно с 10 по 29 декабря. Также название праздника, посвящённого богу Тлалоку, каждый год проводившегося в этом месяце.

## Календарь
Календарь ацтеков состоял из двух циклов: шиупоуалли (аст. xiuhpohualli, что значит «счёт лет», соответствует хаабу у майя) и ритуального 260-дневного тональпоуалли (аст. tonalpohualli, что значит «счёт дней» или «счёт судеб», соответствует цолькину у майя). Шиупоуалли и тональпоуалли совпадали каждые 52 года, образуя так называемый «век», называвшийся «Новым Огнём». Ацтеки верили, что в конце каждого такого 52-летнего цикла миру угрожает опасность быть уничтоженным, поэтому начало нового ознаменовывалось особыми торжествами. Сто «веков», в свою очередь, составляли 5200-летнюю эру, называвшуюся «Солнцем».
365-дневный шиупоуалли состоял из 18 двадцатидневных «месяцев» (или veintenas) плюс дополнительные 5 дней в конце года. В некоторых описаниях календаря ацтеков говорится, что он также включал високосный год, который позволял календарному циклу оставаться в соответствии с одними и теми же аграрными циклами из года в год. Однако в других описаниях говорится, что високосный год был неизвестен ацтекам, и что соотношение месяцев и астрономического года со временем менялось.

## Праздник
В этот месяц начинался сезон дождей, поэтому ацтеки чтили тех, кто принёс дождь. Хотя большая часть населения в это время приносила жертвы Тлалоку, и все мужчины должны были воздерживаться от секса, праздник Атемостли в основном отмечался лишь знатью. Частью ритуалов было изготовление из амарантового теста фигурки Тлалока, которую затем надлежало ритуально «убить» веретеном. Жрецы Тлалока ходили по городу и посещали дома, чтобы умертвить изображение бога, однако это дозволялось сделать и старшей женщине дома. Знать приносила богу дождя человеческие жертвы; избранных украшали перьями и убивали на Горе Тлалока или топили в одном из его ритуальных подземных бассейнов.